# SS Jaguar 100
SS Jaguar 90/100 är en sportbil, tillverkad av den brittiska biltillverkaren SS Cars Ltd mellan 1935 och 1940.

## SS 90
SS Cars Ltd introducerade sin första sportbil 1935. Motorn hämtades från den större SS I och chassit baserades på densamma. Namnet 90 kommer av bilens toppfart på 90 mph (145 km/h). 23 bilar byggdes innan den ersattes av SS Jaguar 100.

## SS 100
1936 försågs SS sportbil med en ny motor, utvecklad ur den tidigare Standard-maskinen. William Heynes och Harry Weslake hade konstruerat ett nytt cylinderhuvud med toppventiler. Med den starkare motorn kunde bilen nå 100 mph (161 km/h). Från 1938 fanns även en större 3,5-litersversion.
SS byggde 198 st 2,5-liters- och 116 st 3,5-litersbilar.
Versioner:
| Modell          | Motor              | Cylindervolym | Effekt | Bränsle          |
| --------------- | ------------------ | ------------- | ------ | ---------------- |
| SS 90           | 6-cyl radmotor sv  | 2664 cm³      | 90 hk  | Dubbla förgasare |
| SS 100 2½ litre | 6-cyl radmotor ohv | 2664 cm³      | 102 hk | Dubbla förgasare |
| SS 100 3½ litre | 6-cyl radmotor ohv | 3485 cm³      | 125 hk | Dubbla förgasare |